# Храм Зевса в Олимпии

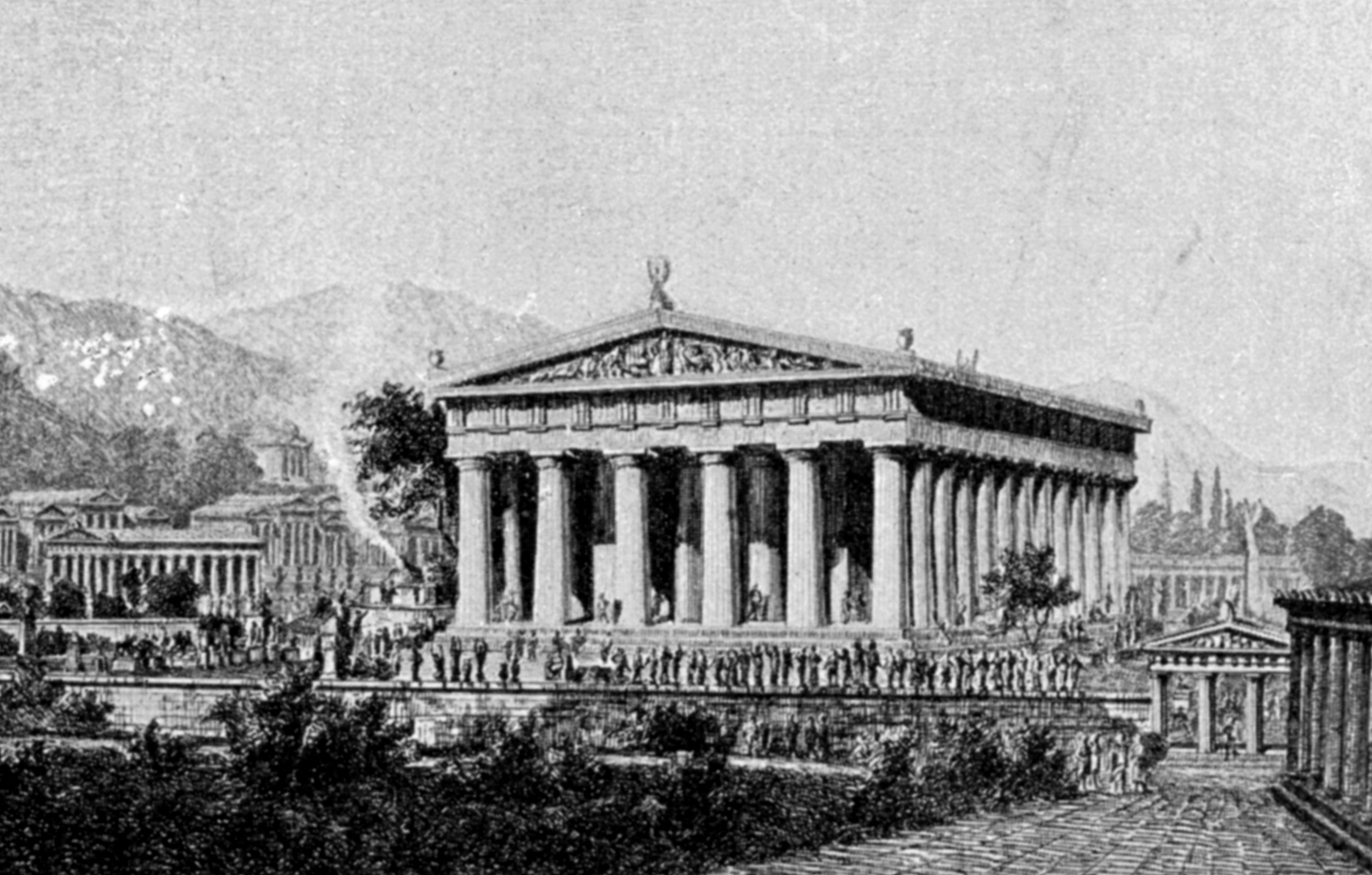
Историческая реконструкция храма Зевса XIX века, художники — Вильгельм Любке, Макс Земрау

Храм Зевса — один из самых почитаемых храмов Древней Греции, первый подлинный образец дорического ордера. Служил центром архитектурного ансамбля древней Олимпии и был посвящён верховному олимпийскому богу Зевсу. Сооружение считается одним из высших достижений в развитии дорического периптера.

## История
Первый, наиболее ранний, храм, посвящённый местным и панэллинским божествам, возведен на этом месте ещё в конце микенского периода. Алтис — обнесённый стеной священный участок у южного склона холма Кроноса с алтарем Зевса и холмом Пелопион был впервые построен в течение X—IX веков до н. э., когда культ Зевса присоединился к уже распространенному здесь культу Геры (см. Храм Геры в Олимпии).
Классический храм Зевса был заложен в 52-ю Олимпиаду (572 год до н. э.) элейцем Либоном, но закончен только в период 85—86-й Олимпиад Фидием, то есть между 440 и 436 гг. до н. э.
В 406 году н. э. император Феодосий II повелел разрушить все храмы и сооружения в Олимпии как свидетельство языческой традиции. Уничтожение уцелевших остатков храма довершили мощные землетрясения 522 и 551 годов. Большинство сохранившихся до наших дней фрагментов храма хранятся в Археологическом музее Олимпии, несколько фрагментов фронтонов — в Лувре, Париж.

## Архитектура
Храм Зевса представлял собой типичный гипетральный храм (др.-греч. Ὕπαιθρος; храм без крыши над средней частью, где стояла статуя божества), а именно дорический периптер с 6-ю колоннами по ширине храма и 13-ю по его длине. Материалом для строительства послужил известняк-ракушечник с Пороса. Фундамент достигал высотой 22 м, в ширину — 27 м, в длину — 64 м. Фундамент, колонны и росписи этого храма были открыты и восстановлены в прежнем виде благодаря раскопкам, проведенным в 1875 году под руководством немецкого археолога Эрнста Курциуса.
Внутри храма стояла хрисоэлефантинная Статуя Зевса также работы Фидия — одно из Семи чудес античного мира. Массивный пьедестал статуи около 3,5 метров высотой украшали позолоченные фигуры, изображавшие олимпийских богов. На этом пьедестале, представлявшем подобие Олимпа, находился трон, сделанный из золота и драгоценных камней с множеством различных украшений из слоновой кости и чёрного дерева. Статуя Зевса была более 10 метров высотой, с выражением могущества и вместе с тем родительской нежности. В левой руке бог держал скипетр, увенчанный орлом, а на протянутой правой руке стояла богиня Ника из золота и слоновой кости. Как свидетельствует Павсаний, с первого взгляда казалось невероятным, что храм мог вместить эту статую.
Восточный фронтон храма украшала скульптурная группа мастера Пеония из Менде, представлявшая приготовления к соревнованию на колесницах перед взором Зевса между Эномаем и Пелопсом, а западный фронтон — группа мастера Алкамена из Афин, представляющий сцену битвы лапифов с кентаврами. На метопах изображены 12 подвигов Геракла.